# 전쟁론

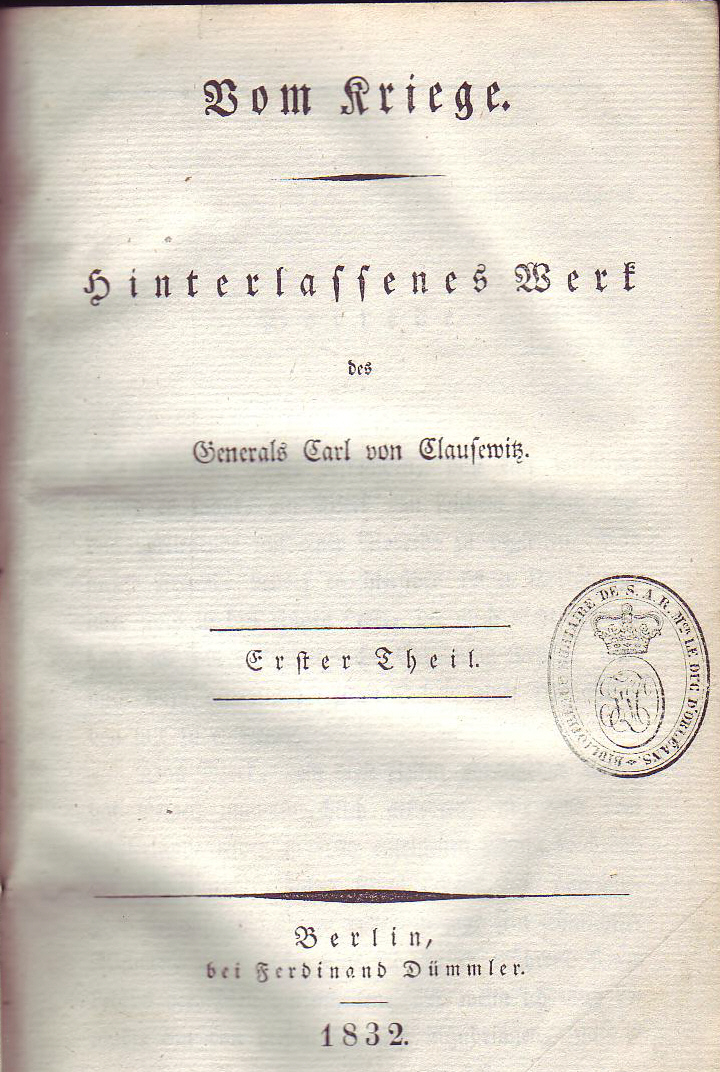

전쟁론(戰爭論, 독일어: Vom Kriege 폼 크리거[fɔm ˈkʁiːɡə][*])은 전쟁 이론서로, 프로이센 왕국의 군사전문가 카를 폰 클라우제비츠의 저서이다. 철학, 정치학, 군사학을 아우르는 내용을 담고 있어 정치학자, 군사이론가들의 필독서로 자리잡은 작품이다. 카를 폰 클라우제비츠가 육군대학 교장으로 재직하고 있던 1818년부터 1830년에 걸쳐 집필한 것이다. 병법의 고전으로 동양에 《손자병법》이 있다면 서양에는 《전쟁론》이 있다.

## 클라우제비츠의 생애

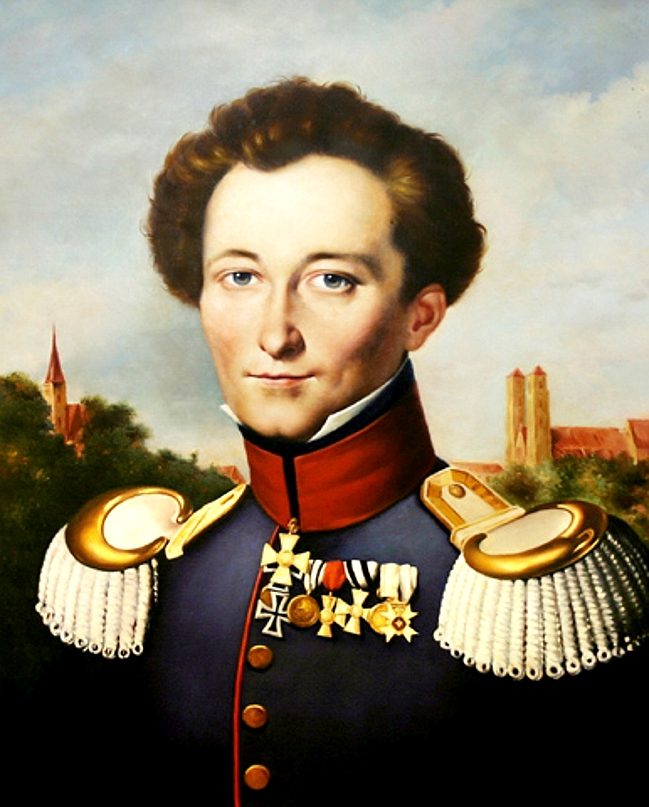
카를 폰 클라우제비츠

클라우제비츠는 프로이센의 중류층 집안에서 태어나 장교였던 아버지를 동경해 12세에 참전하고 15세에 사관학교에 들어갔다. 샤른호스트에게 군사학을 배웠으며 그의 능력이 출중해 프로이센 왕실의 아우구스트 왕자 직속 부관이 되어 왕자에게 전쟁에 관한 것을 가르쳤다. 그런 그가 살았던 시기가 프랑스 혁명 시기인지라, 인생의 상당부분을 나폴레옹 전쟁에 종군하게 된다.
1806년 예나 전투에서 후위대를 맡아 나폴레옹 군을 저지하다가 사로잡혀, 파리에서 포로생활을 하기도 했다. 이후 귀국하여 샤른호르스트를 도와 군 개혁에 몸담았으나 1812년 패전한 프로이센이 프랑스의 요구에 의해 동맹을 맺고 대러시아 원정에 끌려가 참전하자, 탈영을 감행 프로이센 출신 탈영병 2만명을 모아 러시아군에 종군한다. 이후 해방전쟁의 결과 나폴레옹이 패배하고 귀향을 떠난 1815년에서야, 지난 군영 무단이탈과 적군에 대한 종군혐의로 찍혀있던 그는 프로이센 왕이 귀국을 허락해 사관학교 교장이 되었다.
이후 육군대학 교장과 포병감 등을 지내고, 이 시기부터 《전쟁론》에 손을 대어, 6-7장을 제외한 장의 초고를 사망하기 전까지 완성한다. 그나이제나우 장군 휘하의 참모장을 역임하다가 유럽 콜레라에 걸려 51세의 비교적 젋은 나이에 사망하고 만다.
카를 폰 클라우제비츠가 사망한 후 그의 배우자 마리 폰 브뢸이 초고를 보완하여 1832년 8월 30일에 출간하였다. 나폴레옹 1세의 여러 전쟁을 자신의 전투 경험과 깊은 통찰을 통해 분석하여 전쟁 이론을 체계화한 것이다. 전쟁의 본질, 전쟁 이론, 전략 일반, 전투, 군사력 혹은 전투력, 방어, 공격, 전쟁 계획 등의 내용이 담겨 있다. 이 책에 담겨 있는 '전쟁은 정치의 연장에 불과하다'라는 전쟁 본질론이 특히 유명하다.
전쟁론이 저술될 당시 나플레옹이 프로이센군을 격퇴하고 틸지트 조약을 체결하여 군대 보유에 제약을 주었다. 그러하여 클라우제비츠는 러시아로 망명하여 장교가 되고 나플레옹과의 전투에서 성공한다. 클라우제비츠는 군사력을 증강해야한다고 주장했고, 이는 거부당했다. 그 후 전쟁학교 도서관에서 전쟁에 대한 연구를 계속하고 전쟁론을 집필한다.

## 목차
전쟁론은 총 8편 125장으로 구성되어있다.
1편 전쟁의 본질
2편 전쟁이론
3편 전략 일반론
4편 전투
5편 군사력
6편 방어
7편 공격
8편 전쟁계획이다.
1편에서는 정치적 사회적 측면을 주로 논하고, 2편에서는 이론적 분석, 3편에서 7편까지는 전쟁 수행에 관한 전략과 전술에 초점이 맞춰져있다. 그리고 8편은 1편과 대응하며 전쟁과 정치의 관계를 명확히 한다.

## 주요 개념
•전쟁 : 자신의 의지를 실현하고자 적에게 굴복을 강요하는 폭력 행동
•추상전쟁과 현실전쟁 : 추상세계의 전쟁은 오로지 적이 저항치 못하게 하는 것이 목적이 되므로 폭력과 힘을 무제한으로 쓰게 되며 경제와 같은 다른 제반 사항을 고려치 않으므로 만약 국력이 비슷한 두 나라 간에는 무한한 군비경쟁이 일게 된다. 반면 현실세계의 전쟁은 정치와 같은 여러 제반 사항이 고려되어 극단적으로 일어나지 않게 되고 모든 군사력, 국력을 한 전장에 쏟을 수 없어 대부분 승패의 결정이 단 한 번의 결전으로 이뤄지지 않는다. 또한 양측 모두 의지를 가진 존재이며 모든 결정이 최선의 결정이 될 수 없으며 우연의 요소도 일어난다.
•전쟁의 3요소 : 전쟁의 3요소는 정치성, 개연성, 폭력성으로 정치성은 정부의 의지 실현을 위해 정치적 목적을 이루기 위한 정치의 영역이다. 개연성은 군사적으로 폭력을 활용해 적에게 굴복을 강요하는 군대의 영역이다. 마지막 폭력성은 전쟁에 대한 민중의 의지로 대민 심리에 관한 것으로 인민의 영역이다.
•싸움 : 전쟁의 수단이다
•전략 : 전쟁의 목적을 이루려고 전투를 쓰는 것
•전투력 : 전투력이란 모든 전쟁의 가장 기본적인 요소라고 말할 수 있다. 전투력이 투입되는 곳에는 싸움의 개념이 반드시 그 바탕에 있어야 한다. 전투력은 크게 생산과 유지, 그리고 사용으로 나눠질 수 있는데 생산과 유지는 수단, 사용이 목적이라고 말할 수 있다.
•전투의 두 가지 측면 : 적극적인 목적과 소극적인 목적이 있다. 무력결전을 하고 적의 전투력을 파괴하며 적을 쓰러뜨리는 것은 적극적인 목적이고 결전을 지연시키고 아군의 전투력을 유지하려 하는 것은 소극적인 목적이다
•마찰 : 전쟁에서의 마찰이란, 전쟁을 수행하는데 방해가 되는 요소를 말한다. 마찰은 우연과 만나는 곳 어디에나 존재하며, 전혀 예측하지 못하는 현상을 만들어내기도 한다. 일반적으로 위험, 육체적 고통, 정보 등을 마찰의 개념에 포괄할 수 있다.
•전쟁 천재 : 전쟁의 천재는 위의 전쟁을 어렵게 하는 요소(마찰)를 효과적으로 극복하고 타인을 극복하게 하는 사람으로서, 행동을 일으키는 강한 동기를 불어 넣고, 단호함과 완강함을 가지고 전쟁에 임하여 어느정도의 지속력을 유지할지를 결정하고, 감성이 이성을 따라야 하며, 고집을 피하되, 자신의 신념을 단순한 의심으로 바꾸지 않아 지속력을 갖추고, 지형에 대한 이해를 바탕으로 전쟁을 수행하며, 정치에 대한 감각이 있어야 한다.
•방어 : 방어 수단은 첫째, 의병과 같은 민병대가 있다. 이는 넓은 지역에 퍼져 있고, 조직체계가 없는 듯이 유연하며 신념에 의해 병력의 증대가 쉬워 방어전쟁에서 유리하다. 둘째는 요새가 있다. 적에게 요새를 포위하도록 자극하고 그 포위를 견뎌내는 요새가 있다. 이 요새가 전쟁에서 훨씬 큰 의의를 갖는다. 셋째는 인민이다. 이민은 시민적인 복종이나 자발적인 마음에서 협력한다. 이를 통해서 정보들을 얻을 수 있다. 넷째는 독립군과 같은 인민군이 있다. 마지막으로 동맹국이 있는데, 동맹국은 어느 한 나라를 보존하는데 중대한 관심을 갖고 참여하는 국가를 말한다. 방어자가 공격자보다 동맹국의 도움을 많이 기대할 수 있다.
•공격 : 공격의 성과는 물리력과 정신력의 우세함의 결과이다.
•공격의 한계정점 : 공격의 정점은 평화 조약을 맺는 목적을 달성했을 때를 말한다. 이 시점 이상이 되면 방어자가 반격하여 방어가 공격에 비해 우세해지는 역전 현상이 나타난다. 이러한 전환점이 나타나는 이유는 인간이 목표를 세우고 움직일 때에 마음을 먹으면 전진을 멈추게 하는 타당한 이유에도 불구하고 그것이 마음대로 되지 않기 때문이다. 그렇기에 계속 전진하면서 공격자가 가지고 있던 우세함을 잃고 결국 승리의 정점을 넘게 된다. 그렇게 되면 방어자가 공격자가 가지게 되는 불리함을 이용하여 공격을 시작하는데 이렇게 공방이 전환된다.
•중심 : 중심은 전쟁의 목표를 가장 효율적으로 달성하기 위해서 적의 전투력이나 전쟁의지의 근본으로 여겨지는 곳이다. 중심은 전쟁에서 우선순위로 삼아야할 중요한 공격 목표이다. 굳이 적 전체를 무너뜨리지 않더라도 적의 핵심적인 중심만 점령하여 적을 무력화 시킬 수 있다. 때문에 적의 중심을 잘 설정하여 핵심을 꿰뚫어보는 것이 중요하다.

## 관련 병법서

### 동양 병법서
- 징비록 - 임진왜란 후에 앞으로는 이런 환란을 막고자 조선의 류성룡의 저작하였으나 거꾸로 조선보다 일본에서 많이 읽어 조선을 향한 일본의 침략 병법 참조서로 사용되게 된다.
- 손빈병법 - 손빈(孫臏)이 쓴 것으로, 손빈은 손자의 후손이다. 손자병법의 저자가 손빈이라는 설도 있었으나, 1972년 산둥성 임기현에서 '손자병법'과 '손빈병법' 이 두 가지의 죽간이 함께 출토됨으로써 각 저자가 다르다는 것이 판명되었다.
- 오자병법 - 오기가 쓴 것으로, '무능한 지휘자는 적보다 무섭다', 또는 '필사즉생 행생즉사'( 죽고자하면 살고, 요행히 살고자하면 죽는다.) 등의 말로 유명하다.
- 육도 - 주나라 태공망(강상)이 쓴 것처럼 구성되어 있으나, 전국시대이후에 쓰여진 것으로 보는 게 정설이다. 따라서 엄밀히 말하면 위서(僞書)라고 할 수 있으나, 무명의 지은이가 자신의 책을 널리 알리기 위해 옛사람의 이름을 빌렸다고 보면 될 것이다.
- 사마법 - 제나라의 장군인 사마양저의 병법서이다.(사마양저병법으로 불린다.)
- 위료자 - 진시황의 병법가 위료가 저작한 병법서이다.
- 삼략 - 황석공이 쓴 병법서이다. 후에 장량에게 삼략을 건내주었다. 육도와 함께 육도삼략으로 많이 알려져 있다.

### 한국의 병법서
- 김해병서 - 연려실기술, 증보문헌비고, 고려사 등에 나오는 병법서로, 고구려의 연개소문이 지었다는 설이 있다.
- 무오병법 - 삼국사기에 나오는 신라의 대사 무오가 지었다는 병법서.
- 진법 - 조선 초기 정도전이 지은 병법서이다.
- 신진법 - 문종 1년 임금이 친히 지어 김종서, 정인지 등에게 제정 하도록 한 병법. '조선왕조실록에 학익진등 13가지 진법에 대해 상세히 기술됨'
- 무비요람 - 철종 6년에 해서병마절도사 조우석이 편찬한 책으로 『무비지(武備志)』,『기효신서(紀效新書)』,손자(孫子), 위료자(尉蓼子), 이세민 등등의 기록을 근거로 병법을 정리한 책
- 동국병감 - 선조 41년 간행된 책으로 한무제와 고조선의 전투부터 시작해서 이성계의 전투기록까지 한국과 중국과의 30회의 전투를 기록한 책이다.

### 서양 병법서
- 전쟁론 - 클라우제비츠 저.
- 군주론 - 마키아벨리 저.
- 전쟁의 예술 - 마키아벨리 저.
- 전쟁의 기술 - 로버트 그린 저.

## 관련 서적
- 클라우제비츠 저. 김만수 역. 《전쟁론》. 갈무리. 2009년. ISBN 978-89-6195-020-6
- 이진우. 《클라우제비츠의 전쟁론》. 흐름출판. 2015년. ISBN 978-89-6596-160-4
- 『Military Classic. 1 : 손자병법』, 손무/김광수 역, 책세상, 2002.
- 『2시간 만에 읽는 손자병법』, 고래모토 노부요시/김수진 역, 아세아미디어, 2001.
- 『클라우제비츠 손자 & 조미니』, 마이클 한델/박창희 역, 평단문화사, 2006.
- 논문 『孫子의 전쟁관에 대한 철학적 고찰 -自然과 勢를 중심으로-』, 이권, 2012.

## 같이 보기
- 현실정치